# Ведьмин век
«Ве́дьмин век» — фантастический роман Марины и Сергея Дяченко. Входит в трилогию вместе с романами «Ведьмин зов» и «Ведьмин род».
В мире романа, технологически близком нашему современному миру, тем не менее живут наряду с людьми такие существа, как ведьмы и навки. Им противостоят инквизиторы и чугайстеры.

## Сюжет
События разворачиваются в некоей стране, напоминающей Восточную Европу нашего мира.
Молодая неинициированная ведьма Ивга очень хочет быть обычным человеком, но она ведьма, и ничто не может это изменить. Ей удавалось скрывать свою сущность от всех, даже от своего жениха Назара, пока в гости к ним не приехал друг будущего свёкра — инквизитор Клавдий Старж. Ивге пришлось уйти из дома своего жениха.
Тем временем обстановка в стране накаляется, ведьмы активизируются, вовсю ходят слухи о «нерождённой матери» ведьм (ведьме-матке), и, если она появится, страну ждет хаос. Клавдий Старж пытается обнаружить, откуда исходит угроза, и ему в этом совсем не помогает воспоминание о его девушке, Дюнке, что погибла много лет назад, а потом вернулась нежитью, навкой.
А Ивга между тем не знает, что делать: её ждет либо инициация, которая превратит её в бездушную ведьму, могущественное существо, лишенное человеческих чувств; либо регистрация — унизительная процедура, после которой она станет «безопасной для общества». Она снова встречается со Старжем…

## Основные понятия
- Ведьмы — рождающиеся у людей девочки, способные инициироваться в существ, подобных человеку лишь внешне: ведьм. Инициированные ведьмы бывают нескольких разновидностей: флаг-ведьма, щит-ведьма, воин-ведьма и т. д. Особняком стоит ведьма-матка, существо практически беспрецедентной силы — единственная, кто может объединить разобщённых по природе своей ведьм. Даже неинициированные ведьмы порой имеют некоторые сверхъестественные способности, а после инициации они во много раз возрастают. Но инициированная ведьма обычно творит лишь зло в понимании людей — она становится чуждой порядку как таковому. Общество, чтобы обезопасить себя от ведьм, проводит процедуру регистрации для неинициированных (их ставят на учёт). Обычные люди даже вставших на учёт ведьм не любят и боятся.
- Инквизиторы — противовес ведьмам, люди со сверхъестественными способностями на службе закона. Их задача — обезопасить мирное население от ведьм.
- Навки — нежить, вернувшиеся из мёртвых люди либо нечто, принявшее их облик. Навки возвращаются к тем, кто любил их при жизни, и пытаются их убить, обычно довольно хитроумными способами, в том числе как-то воздействуя на сознание.
- Чугайстеры — противовес навкам. Люди с паранормальными способностями, которые состоят на государственной службе и отлавливают навок, чтобы убить их специальным обрядом — танцем.

## Художественные особенности
Литературовед Михаил Назаренко называет «Ведьмин век» одним из самых эмоционально насыщенных романов Дяченко:
Авторам удается от начала до конца книги поддерживать напряжение, даже когда внешнее действие сводится к минимуму. Ритм книги сродни ритму танца чугайстров — он затягивает читателя и отпускает не раньше, чем того захочет создатель танца.

### Жанровые особенности, место действия
Критики утверждали, что «Ведьмин век» разрушает жанровые традиции. Как уточняет М. Назаренко, вернее сказать, что в «Ведьмином веке» различные жанровые традиции соединяются в единое и очень неординарное целое. В романе присутствует необычное сочетание персонажей западноукраинской мифологии и реалий современного европейского города — при этом если в предыдущих книгах Дяченко фэнтезийный флер как бы отодвигал от читателя происходящее, то в «Ведьмином веке» всё происходит «здесь», а не «там». Страхи и надежды персонажей романа близки читателям и современны.
Город, в котором происходит действие романа, больше всего похож на Киев и в значительно меньшей мере — на Львов. В «Ведьмином веке» наметился уход Дяченко от «чистой» фэнтези в сторону социально-философской фантастики с незначительными элементами фэнтези. «Ведьмин век» критики поспешили отнести к городской фэнтези, хотя в англоязычной классификации правильней было бы отнести этот роман не к urban fantasy, а к contemporary fantasy — «современной фэнтези». При этом мир «Ведьминого века» выстроен по законам притчи: логика событий, происходящих в романе, подчинена развитию главных тем. Но, хотя некоторые критики (Андрей и Катарина Тильман) обнаружили в романе «неувязки и нестыковки», бо́льшую часть их претензий можно отбросить как придирки — Дяченко удалось достигнуть высокой степени достоверности, а также, в какой-то мере, актуальности.
В «Ведьмином веке», как и в следующем своём романе — «Пещере», Дяченко, следуя традиции Стругацких, показывают мир без лекций и объяснений. Для персонажей романа мир романа — данность и очевидность, для читателей же устройство мира раскрывается от главы к главе. При этом читателю отнюдь не требуется собирать мир, как головоломку: те или иные фрагменты информации становятся доступны читателю в нужном месте и в нужное время, и, чем дальше читатель продвигается вместе с героями, тем больше узнаёт о реалиях мира (так, в самом начале романа из диалога Клавдия Старжа и будущего свёкра Ивги читатель узнаёт о существовании ведьм и инквизиторов, о том, что ведьмы испытывают физическую тошноту при их присутствии; в дальнейшем читателю становится известно о существовании нявок и чугайстров, и пр.).

### Литературное влияние
В сюжете «Ведьминого века» отразилось влияние как повести украинского писателя Михаила Коцюбинского «Тени забытых предков», так и пьесы-феерии Леси Украинки «Лесная песня». Пролог романа — явная отсылка к «Теням забытых предков» и задаёт правила игры для всего романа — не сюжет, но жанровые особенности: «Ведьмин век» — это фэнтези на западноукраинском материале, использующая гуцульскую мифологию, отражённую в повести Коцюбинского, но в то же время сочетающаяся с бытовыми приметами конца XX века (уже в прологе упоминаются наручные часы, приёмник). Кроме того, в прологе задаются основные темы романа — точнее, акцентируются те образы повести Коцюбинского, что являются актуальными для «Ведьминого века» (как универсальные противопоставления «мужское — женское», «жизнь — смерть» и пр., так и уникальные пары: «нявка — чугайстер», «ведьма — человек»). Пролог, по сути, представляет собой развёрнутый эпиграф к роману.

### Мифологические образы и мотивы
Дяченко отнюдь не первыми попытались соединить украинскую мифопоэтическую культуру села с урбанистической традицией — изыскания в этом направлении на протяжении последних десятилетий XX века вели Григор Тютюнник, Валерий Шевчук, Евгения Кононенко, Владимир Диброва. Но именно Дяченко, работавшие в рамках русскоязычной городской традиции Киева, сумели наиболее естественно сочетать глубинные мифологические пласты и интерьер современной им городской традиции — без того акцента на всё более анархических ценностях сельской культуры в условиях города, давно победившего авторитет общины, что присутствует у Г. Тютюнника; без размывания сельской традиции в мифопоэтическом мире, характерного для «Теней забытых предков» Коцюбинского и «Лесной песни» Леси Украинки; без противопоставления городской «бездуховности» высокой культуре села (В. Шевчук); без грустного воспевания древней традиции украинского города (как у Н. Гоголя).
Образность ведьмовских видений, увиденных Ивгой в здании инквизиции, — очень архаична. Как и «Пёс», то и дело поминаемый Великим Инквизитором вместо «чёрта» (также упоминается, что на перекрёстках рисуют охранный «знак Пса»): тем самым Дяченко, осознанно или несознательно, затронули комплекс древних мифологических мотивов. У индоевропейцев образ пса связан с агрессивным мужским началом, что особенно значимо в контексте «Ведьминого века», где противопоставляются «мужской» мир инквизиции и «женское» ведьмовство.

## Проблематика
Мир в «Ведьмином веке» устроен закономерно и логично, и именно потому ему грозит катастрофа (пришествие ведьмы-матки). Логичность эта в том, что все занимают своё место: чугайстры уничтожают нежить, инквизиторы искореняют скверну, ведьмы противостоят всему человеческому. Если в более раннем романе Дяченко, «Ритуале», главные герои противостояли социальным нормам, то в «Ведьмином веке» они, по сути, вступают в конфликт с самим мирозданием.
Мир без ведьм, как не раз подчёркивается в романе, «скучен, и сер, и бесплоден», однако «человечество, давшее ведьмам волю, подобно умственно отсталому ребенку». Конфликт, заложенный авторами в структуру мира, — это не столько противопоставление добра и зла, сколько противопоставление хаоса и порядка, конфликт аполлонического и дионисийного начал. В романе сочетаются два различных понимания свободы: одно из них, ведьмовское, точнее назвать словом «воля» — это отсутствие всех и всяческих рамок. Воля — состояние «естественного» человека, «свобода» же существует лишь в рамках установленного людьми закона. Ведьмы вольны, но они несвободны, поскольку они не могут измениться и слепо следуют своей природе; человек же — это тот, кто меняется и преодолевает свою природу.
Инквизиторы защищают общество от хаоса и от воли — безграничной, но узкой и разрушительной. Однако при этом изолируются и находятся под наблюдением даже неинициированные ведьмы, в своём нынешнем состоянии почти не отличающиеся от человека. Последним в той цепочке событий, которые повлекли за собой превращение Ивги в ведьму-матку, является указ о принудительной изоляции всех потенциальных ведьм.
Сергей Бережной сравнивает проблематику «Ведьминого века» с проблематикой «Жука в муравейнике» Стругацких: в обеих книгах на чашах весов одна человеческая жизнь и благополучное существование мира.Тем не менее, как отмечает Бережной, «Дяченко уверенно перекладывают центр тяжести на лирическую составляющую романа, которой у Стругацких не было в принципе… Более того — Дяченко по сути усложнили ситуацию…» Кроме того, Стругацкие подчёркивали, что угрозу (реальную или несуществующую), исходящую от агента Странников (предполагаемого), было бы нетрудно блокировать, однако руководитель спецслужбы Сикорски предпочёл «досмотреть это кино до конца» и выстрелить. Дяченко же описывают идеальную тайную службу, неизбежно сталкивающуюся с проблемой: совместимы ли благополучие общества и сохранение гражданских прав всех его членов? Притом проблема эта отнюдь не академическая, и решать её приходится каждый день; в конечном счёте она сводится к вопросу (по формулировке М. Назаренко): «Можешь ли ты, вот именно ты убить любимого человека? А рискнуть ради него (ради нее) судьбой целого мира?»
Моральный императив романа, согласно С. Бережному, можно сформулировать следующим образом: «Решение, которое диктует человеку любовь, не может в конечном счёте привести ко злу», а М. Назаренко, уточняя формулировку Бережного, добавляет, что под любовью здесь понимается «соединение высшей свободы и её ограничения». И Клавдий Старж, который полюбил ведьму-матку и отказался уничтожить её точечным ядерным ударом, и сама ведьма-матка, которая в момент торжества отказалась от своей ведьмовской сущности, — оба они нарушают закономерности мироздания. Вне зависимости от того, насколько убедителен этот исход, иной финал в «Ведьмином веке», по-видимому, невозможен. Неизвестно, будет ли спасён мир, но оба главных героя, инквизитор и ведьма, сохранили человеческое в себе, и это неотменимо. Судьба мироздания тесно переплетается с человеческой судьбой и осуществляется через неё.
Екатерина Иванова отмечает, что в романе «Ведьмин век» «показаны существа, по природе своей несовместимые с человеком, сеющие хаос и разрушение и не ведающие иных способов жизни». Возникает вопрос, можно ли предъявлять к столь радикально иным существам нормы человеческой морали, и на этот вопрос авторы отвечают: да. В связи с этим Е. Иванова утверждает: «Здесь Дяченко работают в парадоксальной системе этических координат: безосновных, но незыблемых, гуманистических по своей природе. Критерием истинности в данном случае служит „ответ“ мироздания, а именно — то самое чудо, которое происходит или не происходит ради героя».

## Награды
- Литературная премия журнала «Радуга» за 1997 год[7].
- Приз «Зиланткона» — «Большой Зилант» (Казань, 1998)[7].
- Премия «SFINKS»[8]:315 («СФИНКС»), 2004 год, XI фестиваль польской фантастики).

## Издания
- СПб.: Терра-Азбука, 1997 (сер. «Fantasy»).
- М.: Олма-пресс, 2000 (сер. «Иные миры»).
- М.: Эксмо, 2003 (сер. «Нить времен»).
- М.: Эксмо, 2004 (сер. «Триумвират»).
- М.: Эксмо, 2005 (сер. «Шедевры отечественной фантастики»), в сборнике «Городской цикл».
- М.: Эксмо, 2007 (сер. «Стрела Времени. Миры М. и С. Дяченко», «Стрела Времени»).
- М.: Эксмо, 2008 (сер. «Миры М. и С. Дяченко»).
- М.: Э, 2017 (сер. «Лучшая фантастика Марины и Сергея Дяченко»).
- М.: Эксмо, 2020 (сер. «Фантастические миры Марины и Сергея Дяченко»), в сборнике «Ведьмин зов».
- М.: Эксмо, 2022 (сер. «Гиганты фантастики / Гиганты фэнтези»).

Роман также печатался на украинском (2000), польском (2003), немецком (2008) языках.